# Поршевиці
Поршевиці (пол. Porszewice) — село в Польщі, у гміні Паб'яниці Паб'яницького повіту Лодзинського воєводства.
Населення — 226 осіб (2011).
У 1975-1998 роках село належало до Лодзинського воєводства.

## Демографія
Демографічна структура станом на 31 березня 2011 року:
|          | Загалом | Допрацездатний вік | Працездатний вік | Постпрацездатний вік |
| -------- | ------- | ------------------ | ---------------- | -------------------- |
| Чоловіки | 112     | 40                 | 65               | 7                    |
| Жінки    | 114     | 38                 | 57               | 19                   |
| Разом    | 226     | 78                 | 122              | 26                   |